# Frankenstraße 44 (Stralsund)

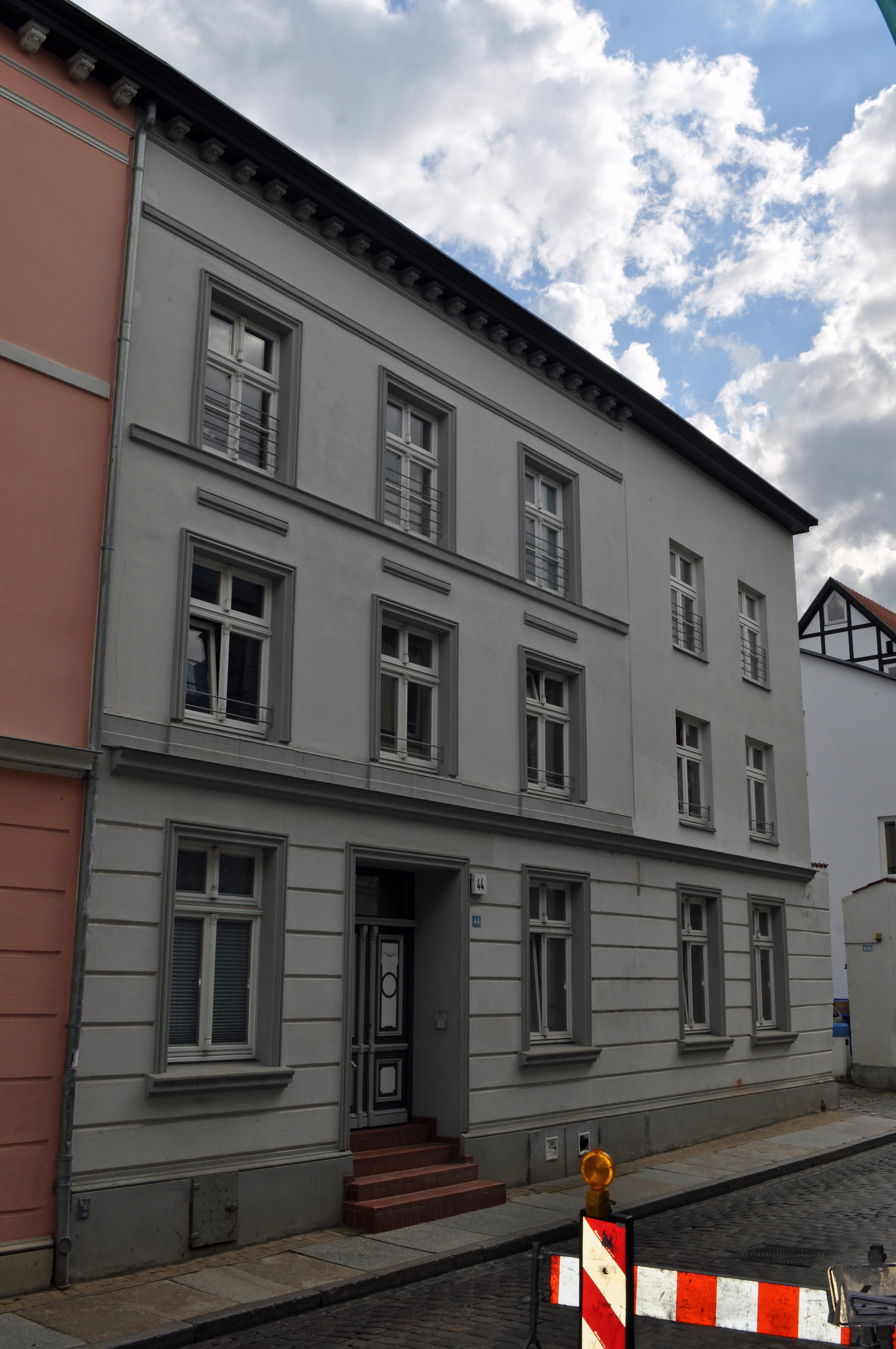
Das Haus Frankenstraße 44 Stralsund (2011)

Das Haus mit der postalischen Adresse Frankenstraße 44 ist ein unter Denkmalschutz stehendes Gebäude in der Frankenstraße in Stralsund.
Das dreigeschossige Traufenhaus wurde im Jahr 1748 errichtet. Im Jahr 1867 wurde ein Geschoss aufgesetzt und im Jahr 1869 ein westlicher Anbau angefügt.
Die geschnitzte Haustür stammt vom Anfang des 19. Jahrhunderts.
Das Haus liegt im Kerngebiet des von der UNESCO als Weltkulturerbe anerkannten Stadtgebietes des Kulturgutes „Historische Altstädte Stralsund und Wismar“. In die Liste der Baudenkmale in Stralsund aus dem Jahr 1997 ist es mit der Nummer 239 eingetragen.